# Halecium mirandus
Halecium mirandus är en nässeldjursart som beskrevs av Antsulevich och Regel' 1986. Halecium mirandus ingår i släktet Halecium och familjen Haleciidae. Inga underarter finns listade i Catalogue of Life.